# Holger Geffers
Holger Geffers (Brema, 17 giugno 1971) è un ex atleta paralimpico tedesco ipovedente, fratello gemello di Ingo Geffers.

## Biografia
Holger Geffers è ipovedente e ha praticato l'atletica leggera (velocità e pentathlon) come sport competitivo, gareggiando nelle classi B2, T11 e T12. La sua società era il TuS Syke in Bassa Sassonia dal 1980. Ha un fratello gemello, Ingo Geffers, anche lui ipovedente e praticante l'atletica leggera.
Dopo la sua buona prestazione ai campionati tedeschi del 1991, dove vinse il titolo nei 400 metri piani, Holger Geffers è stato chiamato nella squadra paralimpica tedesca. Nel 1992 ha partecipato per la prima volta ai Giochi paralimpici estivi, classificandosi 5º nei 400 m piani e nella staffetta 4×100 m. Nel 1994 è diventato campione mondiale con la staffetta 4×400 m tedesca. Ha vinto tre medaglie ai Giochi paralimpici estivi del 1996, l'argento con la staffetta 4×100 m (composta da Holger e Ingo Geffers, Gerd Franzka e Jörg Trippen-Hilgers) e 4×400 m (Holger e Ingo Geffers, Gerd Franzka e Thomas Validis) e il bronzo nei 200 metri piani.
Per aver vinto le due medaglie d'argento, Holger Geffers e gli altri membri della squadra olimpica hanno ricevuto la foglia d'alloro d'argento dal presidente federale.
Nel 1997 Geffers è diventato campione europeo nei 200 metri e nel 1998 ha vinto il bronzo nella staffetta 4×400 ai Mondiali IBSA. Tra il 1991 e il 1999 è stato più volte campione tedesco nei 100, 200 e 400 metri piani. Ai Giochi paralimpici del 2000 a Sydney, il suo miglior risultato è stato il 4º posto, ancora una volta nella staffetta 4×400 m.
Dopo aver completato la loro carriera sportiva, i fratelli Geffers si recarono a Chemnitz per studiare e formarsi come fisioterapisti. Nel 2011 sono stati inseriti nel portale d'onore dello sport della Bassa Sassonia.

## Palmarès
| Anno | Manifestazione       | Sede       | Evento             | Risultato | Prestazione | Note  |
| ---- | -------------------- | ---------- | ------------------ | --------- | ----------- | ----- |
| 1992 | Giochi paralimpici   | Barcellona | 100 m piani B2     | 5º        | 12"30       |       |
| 1992 | Giochi paralimpici   | Barcellona | 400 m piani B2     | 5º        | 52"35       |       |
| 1994 | Mondiali paralimpici | Berlino    | 400 m piani T11    | 4º        | 54"88       |       |
| 1994 | Mondiali paralimpici | Berlino    | 4×400 m T10-12     | Oro       | 3'35"36     | [ 3 ] |
| 1996 | Giochi paralimpici   | Atlanta    | 200 m piani T10-11 | Bronzo    | 23"10       |       |
| 1996 | Giochi paralimpici   | Atlanta    | 4×100 m T10-12     | Argento   | 43"00       | [ 4 ] |
| 1996 | Giochi paralimpici   | Atlanta    | 4×400 m T10-12     | Argento   | 3'33"61     | [ 5 ] |
| 1998 | Mondiali IBSA        | Madrid     | 4×400 m T11-13     | Bronzo    |             |       |
| 2000 | Giochi paralimpici   | Sydney     | Pentathlon P12     | 7º        | 2 582 p.    |       |
| 2000 | Giochi paralimpici   | Sydney     | 4×400 m T13        | 4º        | 3'40"47     | [ 6 ] |

## Onorificenze
- 1996, Lauro d'argento con tutti i vincitori di medaglia della X edizione dei Giochi paralimpici estivi;
- 2011, Ingresso al portale d'onore della Bassa Sassonia.[7]